# 魔人学園
『魔人学園』（まじんがくえん）は、1988年に発表された菊地秀行作の小説。

## 概要
もとは中高生向け雑誌『ORE』に『ハイスクール・ハンター』の題で連載されたものを加筆改題している。
日本が“東”と“西”に分かれて争っている架空の世界を舞台にしており、本作以外でも菊地秀行の作品には他にもいくつかの作品でこの構図が見られる。
菊地秀行の作品としてはごく普通、ないしはおとなしめと言える程度であるが、連載雑誌の購入者年齢層からいうとかなり性的描写（特に暴行のシーン）が多い。しかし連載開始の段階で編集者とそれに関しての合意はあったようである。

## あらすじ
蘭陵高に続き、神智（じんち）高校が西からの攻撃を受ける。セーラー服の老婆とマスクを被った巨漢に率いられた学生服の集団だった。
ところが襲撃を受けたにも拘らず後日、神智高校は、「敵を撃退した」と返答した。関東一円を取り仕切る都立帝（みかど）高校の『護衛団』は、神智高校の教師や生徒たちが姿だけそのまま、何者かに憑りつかれたことを察知する。帝高校総番・倉間皓鉄は、西の襲撃を受けた高校のアイドル的な女生徒が狙われていることを踏まえ、”ミス帝高”・朱雀舞衣に護衛を着けさせた。
不穏な情勢の中、「転校生」檀哲理が帝高校に転入する。不可解な言動を怪しまれつつ檀は、クラスメイトの舞衣、如月隆一郎や日向彩子、もう一人の「転校生」土門杉などと親しくなっていく。しかし倉間は、敵地・関西のミナミ高校へ単身乗り込んで檀哲理に関する驚くべき事実を聞かされる。
登場人物たちが次々と倒れる中、檀は、全ての敵を倒し、平穏な３日間が訪れる。

### 補足説明
『護衛団』
関東の各高校に組織されている生徒の武装集団。高校を支配している。
格闘技、武器の扱いに精通し、魔術を極めている生徒もいる。総番、副番、外番、平番などの役職に分かれており、不明ながら規模は、数百名に及ぶものと作中で描写される。
関西にも同様の組織があるものの『護衛団』とは呼ばないらしい。
教師
作中で断りなく登場する限り、ごく普通の教員だが一部の登場人物は、『護衛団』の生徒同様、魔術などに精通している。
教師が生徒同士の抗争に介入することは、禁止されているものの実態としては、魔術を生徒に教えたり、教師自身が協力することもある。ほとんどの場合、『護衛団』から支払われる金銭などの報酬が目当てであって生徒を守ろうという意識で協力している訳ではない。
「転校生」
強力な戦闘力か、卓越した技術力を持った生徒。金銭や宝石、女などの報酬と引き換えに依頼されて高校に転入する。
転校生は、力を求めて次々に学校を渡り歩くものであり、過去を詮索することは、タブーとされている。いわゆる助っ人、本人の戦闘力を頼りにされる傭兵や生徒に魔術や何がしかの技術を指導する軍事顧問のような役割を果たしており強さこそが転校生の存在意義である。
世界観
高校生が剣や武器を扱い、魔術を習得している以外に巨大な動植物が生息している。
宇宙は、目に見えない小さな物質が集まって出来ている、とした素粒子物理学やエイズ、ギターの存在が一般的に知られていない。他にも現実の世界で一般常識として知られている物事が作中では、通用しない。また東西に分かれた日本のみならず、世界中の学校がそれぞれ争っているらしく『護衛団』に守られていない平和な学校を知らない。
関東と関西の間は、霧に包まれており新幹線でしか移動できない。また3時間の時差がある。しかも新幹線は、仮に脱線事故が起こっても次の新幹線は、平然と走行し、救助隊も来ない。霧の中には、怪物が生息しているらしい。東西で争っているものの西は、都立帝高の存在や総番・倉間について詳しいが東は、オオサカ、ミナミなどの存在も『護衛団』のメンバーですら知らない様子である。

## 登場人物
関東
- 檀 哲理（だん てつり） - 都立帝高校へやって来た『転校生』
- 朱雀 舞衣（すざく まい） - 先年度からの二年連続の“ミス帝高”
- 倉間 皓鉄（くらま こうてつ） - 都立帝高校の総番
- 大水樹（おおみずき） - 都立帝高校の副番
- 如月 隆一郎（きさらぎ りゅういちろう） - 帝高の生徒で檀と舞衣のクラスメイト
- 日向 彩子（ひゅうが あやこ） - 舞衣の18年来の幼馴染
- 土門 杉（どもん すぎ） - 都立帝高校へやって来たもう一人の『転校生』
- 佐久間（さくま） - 西からの勢力に乗っ取られた神智高校の総番
- 勝通（かちどおり） - 都立帝高校の教師。檀を呼び寄せた依頼者

関西
- セーラー服の老婆 - 西からやって来た人物で魔術に精通している
- マスクの大男 - 顔を常に隠した巨漢

その他
- しりる - 正体不明の女。予言の力がある

## 刊行歴
- 1988年11月 講談社 ISBN 978-4062042000
- 1992年06月 講談社 (文庫) ISBN 978-4061851702
- 2006年08月 日本出版社（ノベルス）ISBN 978-4890489541

## 関連作品
小説
魔闘学園は異世界から侵略してくる転校生、魔校戦記は、異世界から依頼で召喚される移動生徒会を描いている。
- 魔闘学園（1991年1月、講談社、ISBN 978-4061856677（講談社文庫、1994年6月、ISBN 978-4061856677）
- 魔校戦記（1999年05月、祥伝社、ISBN 978-4396206635

漫画
- 魔界学園（作画：細馬信一） - 話の展開は異なるが、設定のかなりの部分でこの作品を原型にしている漫画。“帝高校”などの名前はそのまま登場する。少年誌で連載された作品であるため性的描写はぐっと減っているが、高校生が兵器を所有し戦争を行うなど暴力的描写は強くなっている。
- 魔人刑事（作画：平野仁） - 学園物ではなく同名の登場人物などもおらず、同じ世界かどうかも定かでは無いが、日本が東西に分かれてにらみあっているという設定は共通している。